# Eleftheria Eleftheriou
Eleftheria Eleftheriou (în greacă Ελευθερία Ελευθερίου; n. 12 mai 1989) este o cântăreață și actriță ciprioată greacă. Ea a reprezentat Grecia la Concursul Muzical Eurovision 2012, cu piesa „Aphrodisiac”, clasându-se pe locul 17 (conform televoting-ului locul 9).
Eleftheriou a devenit cunoscută prin participarea la cel de-al doilea sezon al versiunii grecești a concursului The X Factor. La scurt timp după eliminarea din concurs, Sony Music Greece a semnat un contract cu ea și a înscris-o drept candidat în preselecția națională a Greciei pentru Eurovision 2010. Cu o săptămână înainte de prezentarea formală a pieselor de către difuzorul grec ERT, cântecul lui Eleftheriou „Tables are Turning” a fost plasate pe internet de persoane necunoscte, și ca rezultat, Eleftheriou a fost discalificată din finală.
Anterior, Eleftheriou a mai participated în finala preselecției naționale pentru Eurovision 2006 din Cipru cu piesa „Play That Melody To Me” în colaborare cu Maria Zorli, clasându-se pe locul șapte în finală.

## Discografie

### Albume
- 2014 – Teleiosame

### Single-uri digitale
- 2010 – "Kentro Tou Kosmou" (versiunea engleză: Tables are turning) #3 în Turkish Singles Top 100 ca Tables Are Turning
- 2010 – "Otan Hamilonoume To Fos"
- 2011 – "Never" (Housetwins feat. Elle)
- 2012 – "Aphrodisiac"
- 2012 – "Hearts Collide"
- 2012 – "Pumpin/Apokleistika" (Lucky Man Project feat. Eleftheria)
- 2012 – "Mystiko Mou" (Goin' Through feat. Eleftheria)
- 2012 – "Taksidi Sti Vrohi"
- 2013 – "Raindrops" (Deepcentral feat. Eleftheria)
- 2013 – "Pes Pos Me Thes" (TNS feat. Eleftheria)
- 2013 – "Teleiosame"
- 2014 – "Gia Sena"
- 2014 – "Eternally" (Mindtrap feat. Eleftheria)
- 2014 – "Oso Kai Na Thes" (James Sky feat. Eleftheria)

### Videoclipuri
- 2010 – "Kentro Tou Kosmou"
- 2011 – "Never" (Housetwins feat. Elle)
- 2012 – "Aphrodisiac"
- 2012 – "Hearts Collide"
- 2013 – "Mystiko Mou" (Goin' Through feat. Eleftheria)
- 2013 – "Raindrops" (Deepcentral feat. Eleftheria)
- 2013 – "Pes Pos Me Thes" (TNS feat. Eleftheria)
- 2013 – "Teleiosame"
- 2014 – "Gia Sena"
- 2014 – "Oso Kai Na Thes" (James Sky feat. Eleftheria)

## Premii și nominalizări

### MAD Video Music Awards
| An   | Beneficiar | Premiu           | Rezultat     |
| ---- | ---------- | ---------------- | ------------ |
| 2012 | "Never"    | Video Clip Dance | Nominalizare |

### Cyprus Music Awards
| An   | Beneficiar | Premiu              | Rezultat |
| ---- | ---------- | ------------------- | -------- |
| 2012 | Ea însăși  | Best Cypriot Artist | Câștigat |

### Madame Figaro Awards
| An   | Beneficiar | Premiu              | Rezultat |
| ---- | ---------- | ------------------- | -------- |
| 2012 | Ea însăși  | Best Cypriot Artist | Câștigat |

### Lalore02 Awards
| An   | Beneficiar          | Premiu                | Rezultat     |
| ---- | ------------------- | --------------------- | ------------ |
| 2013 | "Hearts Collide"    | Best Song of the year | Nominalizare |
| 2013 | "Taksidi Sti Vroxi" | Best Song of the year | Nominalizare |
| 2014 | "Teleiosame"        | Best Song of the year | Câștigat     |